# Караджабей
Караджабей (тур. Karacabey) — город и район в провинции Бурса (Турция).

## История
В античные времена город звался Милетополь (др.-греч. Μιλητόπολις) и был колонией Милета. Позднее город именовался Михалич (тур. Mihaliç), что зафиксировано в географическом справочнике 1851 года. Не исключено, что это славянское имя дано было ему малоазийскими болгарами, проживавшими в тех краях до репатриации 1914 года.
Город Михалич был переименован в Караджабей по предложению турецких ветеранов Первой мировой войны.